# Test Track
Test Track est une attraction occupant un pavillon entier d'Epcot à Walt Disney World Resort en Floride.
L'attraction remplace World of Motion (1982-1996), qui a occupé le même bâtiment avec un thème assez proche sur les transports à travers les âges. D'un coût global de 60 millions de $, Test Track a été financé grâce à un partenariat renouvelé avec General Motors.
L'ouverture de l'attraction était prévue pour 1998, mais a subi un peu de retard. Elle a été ouverte au public le 19 décembre 1998, mais avec retard en raison de nombreux changements dans la conception et de multiples difficultés techniques dans la réalisation. La cérémonie d'inauguration officielle n'a eu lieu que le 17 mars 1999.
Le 6 janvier 2012, Disney et General Motors annoncent renouveler leur partenariat et une rénovation comprenant l'ajout d'un Chevrolet Design Center. Le 27 avril 2012, Disney dévoile des images du nouveau concept, proche de l'univers de Tron : L'Héritage. L'attraction est prévue à la réouverture le 6 décembre 2012.

## Le concept
Il s'agit de montrer les différentes méthodes utilisées pour tester la résistance, les caractéristiques et la fiabilité des prototypes de voiture.

## L'attraction

### Test Trackde mars 1999 à avril 2012

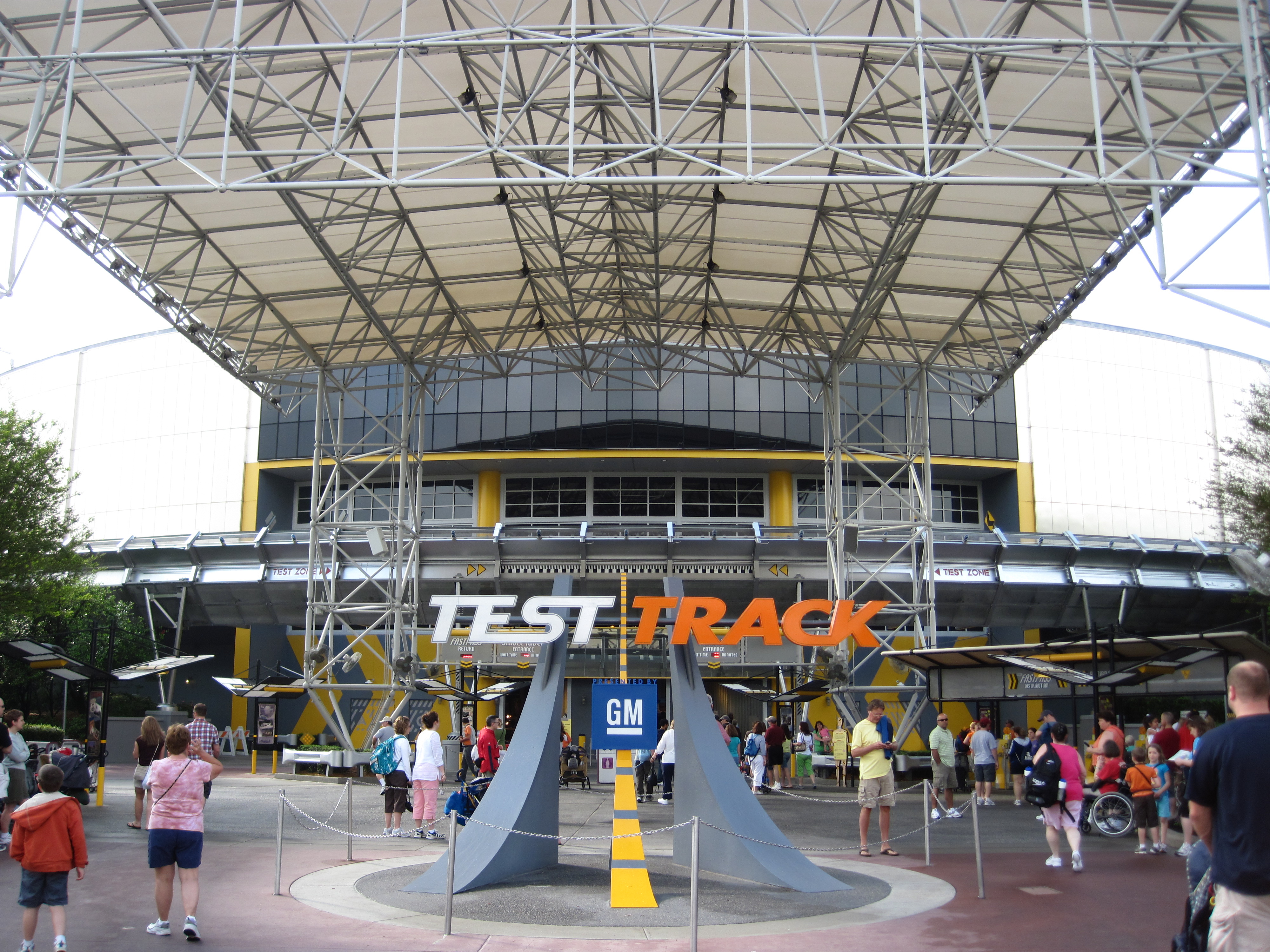
Entrée de l'attraction en 2010.

La file d'attente s'effectue à l'intérieur d'un grand hangar bruyant, rempli d'activités industrielles et présentant différentes sections où se déroulent des vérifications sur certains composants de voiture (par exemple : les freins, la suspension, les sièges etc.).
Puis les visiteurs pénètrent dans une salle de réunion pour le « pré show » qui consiste à choisir sous la direction humoristique d'un ingénieur, une série de tests pour le véhicule qui va les emporter.
Les visiteurs embarquent ensuite dans des véhicules découverts par groupe de six passagers et démarrent pour la succession d'épreuves prévues : montée de côte, passage sur différents revêtements routiers (test de suspension), freinage avec et sans "abs", exposition à des températures extrêmes, test de corrosion, maniabilité avec des virages en S très serrés, crash test et pour terminer, un test de vitesse sur une piste extérieure faisant en partie le tour du bâtiment avec une pointe de vitesse à 104,6 km/h, comprenant un virage relevé à 50° pour compenser la force centrifuge.
C'est l'attraction la plus rapide des parcs Disney en « compétition » avec California Screamin' et Rock 'n' Roller Coaster. À la sortie, General Motors propose une présentation de plusieurs de ses modèles de voiture et « trucks » typiquement américains.

### Test Trackdepuis décembre 2012

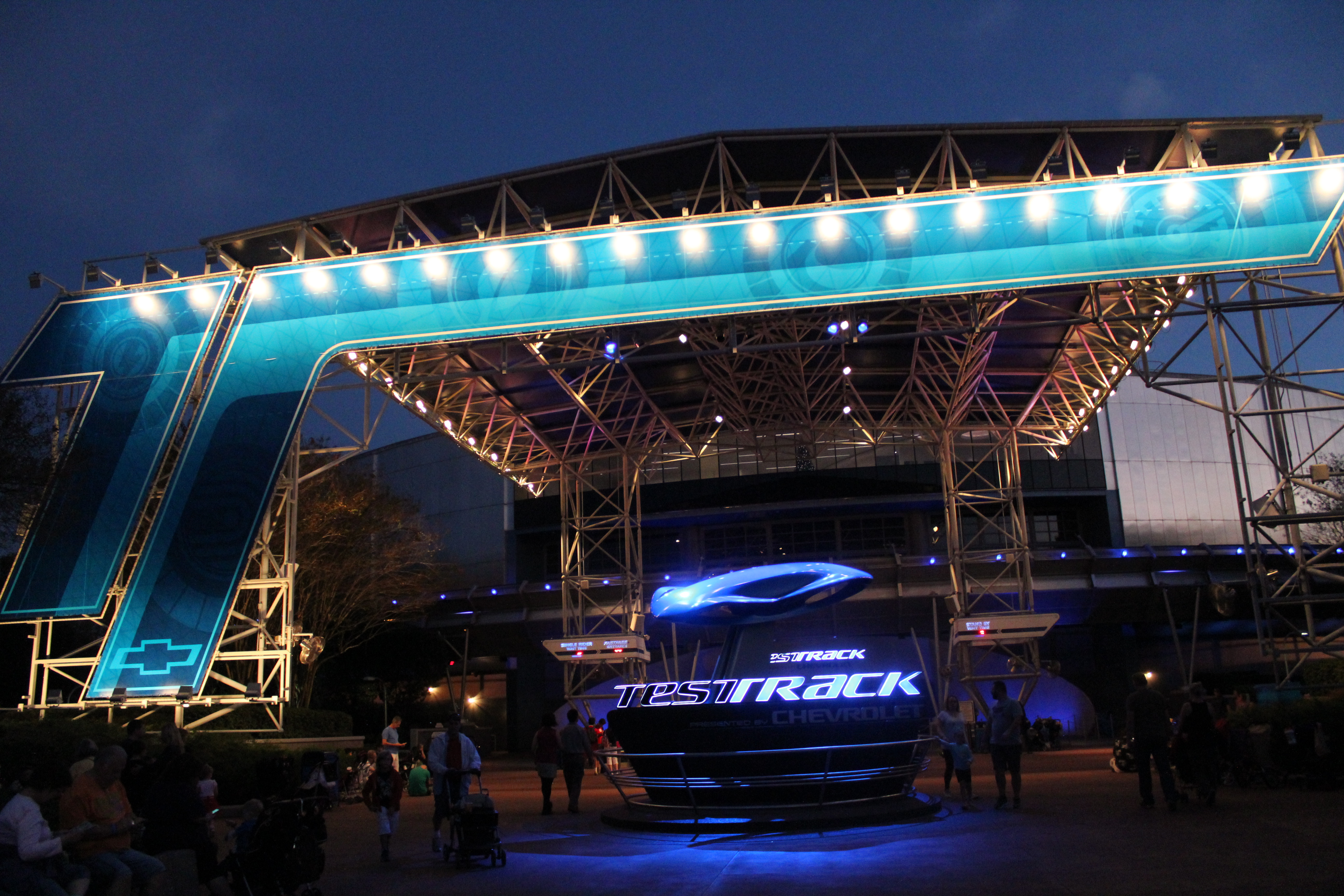
Entrée de l'attraction en 2015.

Le 6 janvier 2012, EPCOT annonça la fermeture de l'attraction au cours des deuxième et troisième trimestres de l'année afin de lui faire bénéficier d'une grosse rénovation et d'une évolution du thème. Le partenariat avec General Motors continue, mais il a été décidé de mettre l'accent sur une des branches de la société avec la marque Chevrolet. La file d'attente a été complètement rénovée, ressemblant maintenant à une zone d'exposition, mettant l'accent sur le design et la conception des voitures (plus que sur l'aspect technique et mécanique qu'on l'on pouvait voir auparavant). Dans la zone de pré-show nommé Chevrolet Design Center, les visiteurs peuvent individuellement créer, sur des moniteurs, des voitures entièrement personnalisées en dessinant les courbes et en modifiant plusieurs paramètres (esthétiques et techniques). 
L'embarquement s'effectue toujours dans des "SimCars" de six places. Tout au long du parcours, la voiture effectue un circuit mettant en avant quatre grands points ; la capacité, l'efficacité, la réactivité et la puissance. La structure de la première version a été conservée, seuls les décors et l'ambiance ont été mis à jour dans un style plus futuriste, proche de l'univers du film Tron : L'Héritage. 
L'expérience se termine dans une salle d'exposition rénovée avec des produits Chevrolet actuels et futurs.

## Données techniques

Ancien logo de l'attraction

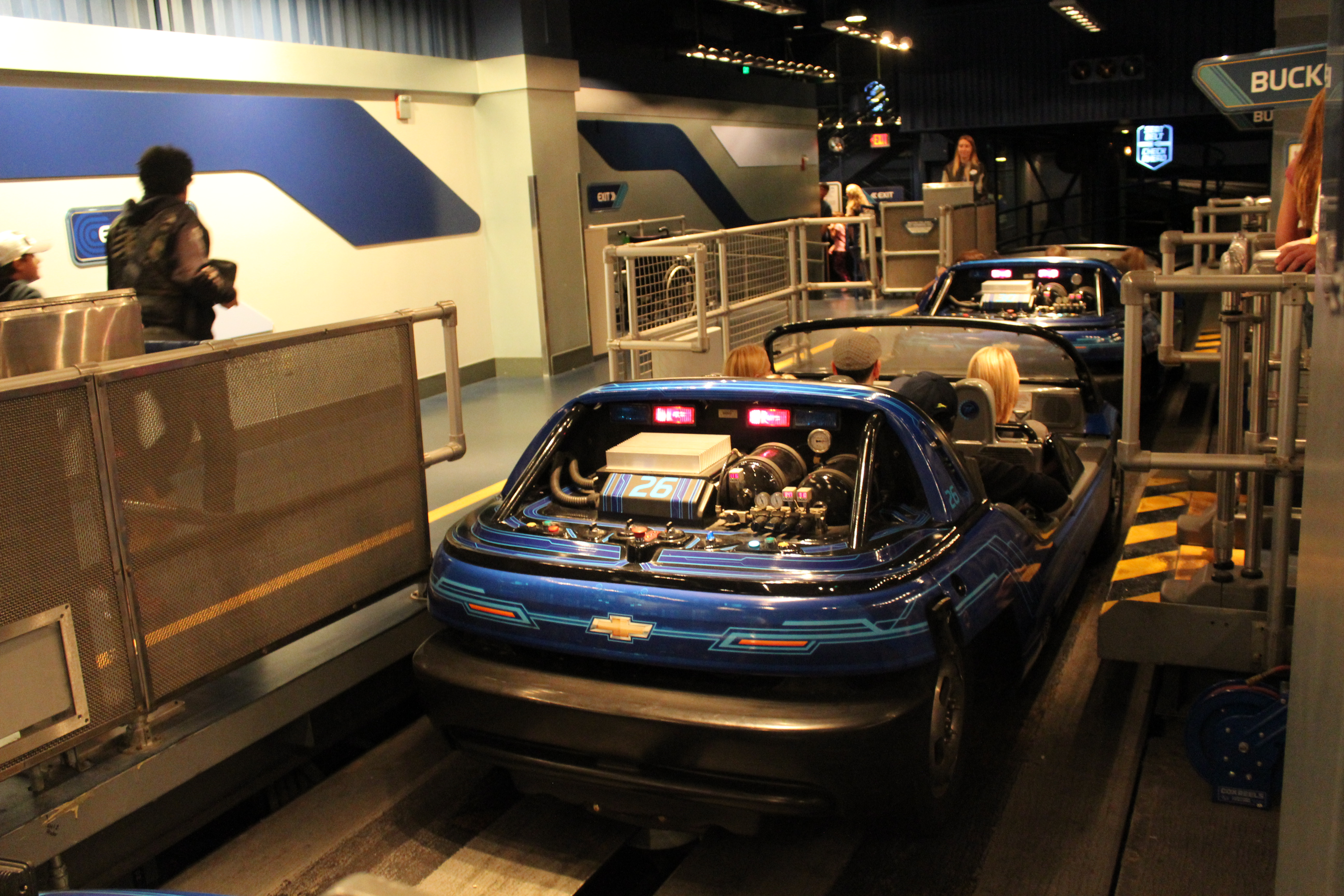
SimCars prêt à l'embarquement.

Cette attraction bénéficie du système FastPass
- Ouverture : 
  - Cérémonie d'inauguration : 17 mars 1999
  - Au public : 19 décembre 1998
- Réouverture : 6 décembre 2012
- Conception : Walt Disney Imagineering
- Partenaire : General Motors/Chevrolet
- Diamètre du bâtiment : 106 m
- Hauteur du bâtiment : 18 m
- Superficie : 15 000 m2
- Taille minimale requise pour l'accès : 1,02 m
- Type d'attraction : simulateur de procédure de test sur prototype de voiture
- Situation : 28° 22′ 24″ N, 81° 32′ 52″ O
- Les véhicules :
  - Nombre de véhicules : 31
  - Vitesse maximale : 104,6 km/h[5].
  - Accélération maximale : 0 à 90 km/h en 8,8 s
  - Nombre de roues : 22 la plupart sont des roues de sécurité sous le véhicule
  - Nombre de freins : 6
  - Nombre d'ordinateurs embarqués : 3
  - Carrosserie : matériaux composites[5]
- Le parcours
  - Longueur du parcours : 1 748 m
  - Durée du parcours : 5 min
  - Nombre de "capteurs" dans l'attraction : 194